# Carlos Roberto Maciel Levy
Carlos Roberto Maciel Levy (Rio de Janeiro, 1951) é um pesquisador, historiador, escritor, professor e crítico de arte brasileiro.

## Biografia
Formado em Comunicação Social pela Universidade Federal Fluminense, colou grau na turma de 1974. Foi diretor do Museu Antônio Parreiras, de Niterói, entre 1973 e 1976. Dirigiu também o Museu Histórico do Estado do Rio de Janeiro (Palácio do Ingá) em 1978.
É autor de vários livros muito bem documentados sobre arte e artistas brasileiros que lhe valeram prêmios da Associação Brasileira de Críticos de Arte (Prêmio Gonzaga Duque, 1980) e do Instituto Nacional do Livro (Prêmio Nacional de Literatura - Gênero Biografia, 1982). Em 1981 foi agraciado com o Prêmio Jabuti na categoria de melhor livro de arte.
A partir de 1984 iniciou um projeto independente sobre fontes documentais para a história da arte no Brasil, compreendendo o período entre os anos de 1790 a 1940, com largo uso de processos e recursos de tecnologia da informação.
Foi professor do Curso de Comunicação Visual da Escola de Belas Artes da Universidade Federal do Rio de Janeiro e membro da Associação Brasileira de Críticos de Arte, da Associação Internacional de Críticos de Arte e do Comitê Brasileiro do International Council of Museums.

## Obras publicadas
- Karl Ernst Papf (1833-1910) OCLC 253427022
- O Grupo Grimm: paisagismo brasileiro no século XIX OCLC 9937967
- Antônio Parreiras (1860-1937): pintor de paisagem, gênero e história OCLC 958953191
- Giovanni Battista Castagneto (1851-1900): o pintor do mar OCLC 953868157
- Rio Imperial OCLC 22892171
- Exposições Gerais da Academia Imperial de Belas Artes OCLC 940058927

e outras obras em múltipla autoria, além de artigos e ensaios em publicações especializadas.